# Kacudon
A kacudon (カツ丼; Hepburn: katsudon) japán étel, hagyományosan egy tál rizsre helyezett bepanírozott és olajban kisütött sertéshússzelet, melyet tojással, zöldségekkel és szósszal tálalnak. Neve a két hagyományos japán fogás, a tonkacu (ez a sült hús) és a donburi (rizses egytálétel) összevonásával keletkezett.
Népszerű japán fogás, hagyományosan a diákok szokták enni egy fontos vizsga előtti este. Ugyanis a "kacu" homofón kifejezés a "kacu" igével (勝つ), aminek a jelentése "győzni", vagy "győztesnek lenni". Egy klasszikus japán filmes toposz az is, hogy a krimikben a gyanúsítottak könnyek között vallják be őszintén, amit tettek, miközben kacudont esznek és megkérdezik tőlük, hogy gondoltak-e rá, hogy érez most az anyjuk. A mai napig használt vicces szólás, hogy "kacudont kell ennünk kihallgatás közben", noha 2019 óta Japánban már nem kaphatnak ételt a gyanúsítottak nyomozati cselekmény közben.

## Elkészítése
A tonkacut, azaz a sertéshússzeletet megforgatják lisztben, tojásban, majd pankomorzsában, ezt követően kisütik forró olajban - lényegében úgy, mint ahogy a rántott hús készül. Ezt követően egy serpenyőben dasi, szójaszósz és hagyma kerül összefőzésre, majd a forrásban lévő lében a csíkokra felszeletelt tonkacu és egy tojás kerülnek röviden összefőzésre. Egyes változatoknál a szósz külön készül el, másoknál a hús alá kerül.
A tonkacu szósz egy sűrű, barnaszószra emlékeztető szósz, amelyet jellemzően ehhez a fogáshoz tálalnak. Lehet benne halszósz, paradicsom, szilva, datolya, alma, citromlé, répa, hagyma és zeller is. Nagyon hasonlít a Worcestershire-mártásra, ezért helyettesítésére sokszor használják azt is.

## Változatok
- szószu kacudon (sauce katsudon): tonkacu szósszal vagy Worcestershire-mártással készül, különösen  Fukui, Kófu, Gunma, Ajzuvakamacu és Komagane régiókban népszerű.
- demi kacudon: demi-glace mártással és zöldborsóval tálalják, Okajama specialitása.
- sóju-dare kacudon: szójaszósz alapú tare mártogatóssal készül, niigatai specialitás.
- miszokacudon: Nagojában fogyasztják előszeretettel, hacsómiszó szósz az alapja. A hacsómiszó sötét színű miszópasztából készül, amelynek során a szójababot nem megfőzik, hanem gőzölik, aztán cédrusfa hordókban érlelik legalább két évig, három tonna gondosan válogatott folyami kő alatt.

Néha a sertéshúst marhahússal helyettesí.tik, ez a gyú-kacudon. Csirkehússal készített változata az ojaku kacudon, ami nem összetévesztendő az ojakodonnal, amelyben nem sütik ki a húst. Létezik még az úgynevezett unadon is, amely folyami angolnával készül.

## Forráshivatkozások
1. ↑  Shoji, Kaori: Investigating the linguistic allure of hard-boiled detectives (angol nyelven). The Japan Times, 2008. június 10. (Hozzáférés: 2024. augusztus 8.)
2. ↑  We eat a meal to remember…at a Japanese police station in Fukuoka (amerikai angol nyelven). SoraNews24 -Japan News-, 2019. január 24. (Hozzáférés: 2024. augusztus 8.)
3. ↑  Archivált másolat. [2021. augusztus 15-i dátummal az eredetiből archiválva]. (Hozzáférés: 2024. augusztus 8.)
4. ↑  Food Forum - Kikkoman Corporation. web.archive.org, 2011. április 4. [2010. október 9-i dátummal az eredetiből archiválva]. (Hozzáférés: 2024. augusztus 8.)
5. ↑  TOKYO TONKATSU. tonkatsu.bulldog.jp. (Hozzáférés: 2024. augusztus 8.)